# دان سميث
دانييل كامبل سميث (بالإنجليزية: Dan Smith)‏ أو المعروف بـ دان سميث (ولد في 14 يوليو 1986) هو مغني بريطاني وكاتب أغاني ومنتج تسجيلات. وهو كاتب الأغاني الرئيسية ومؤسس فرقة الباستيل البريطانية. تم تشكيل الفرقة في عام 2010 واكتسب شعبية كبيرة في عام 2013 عندما تم الكشف عن أغنية «بومبي». أصدرت الفرقة ألبومهم الثاني، ويلد وورلد في سبتمبر 2016.

## المسيرة

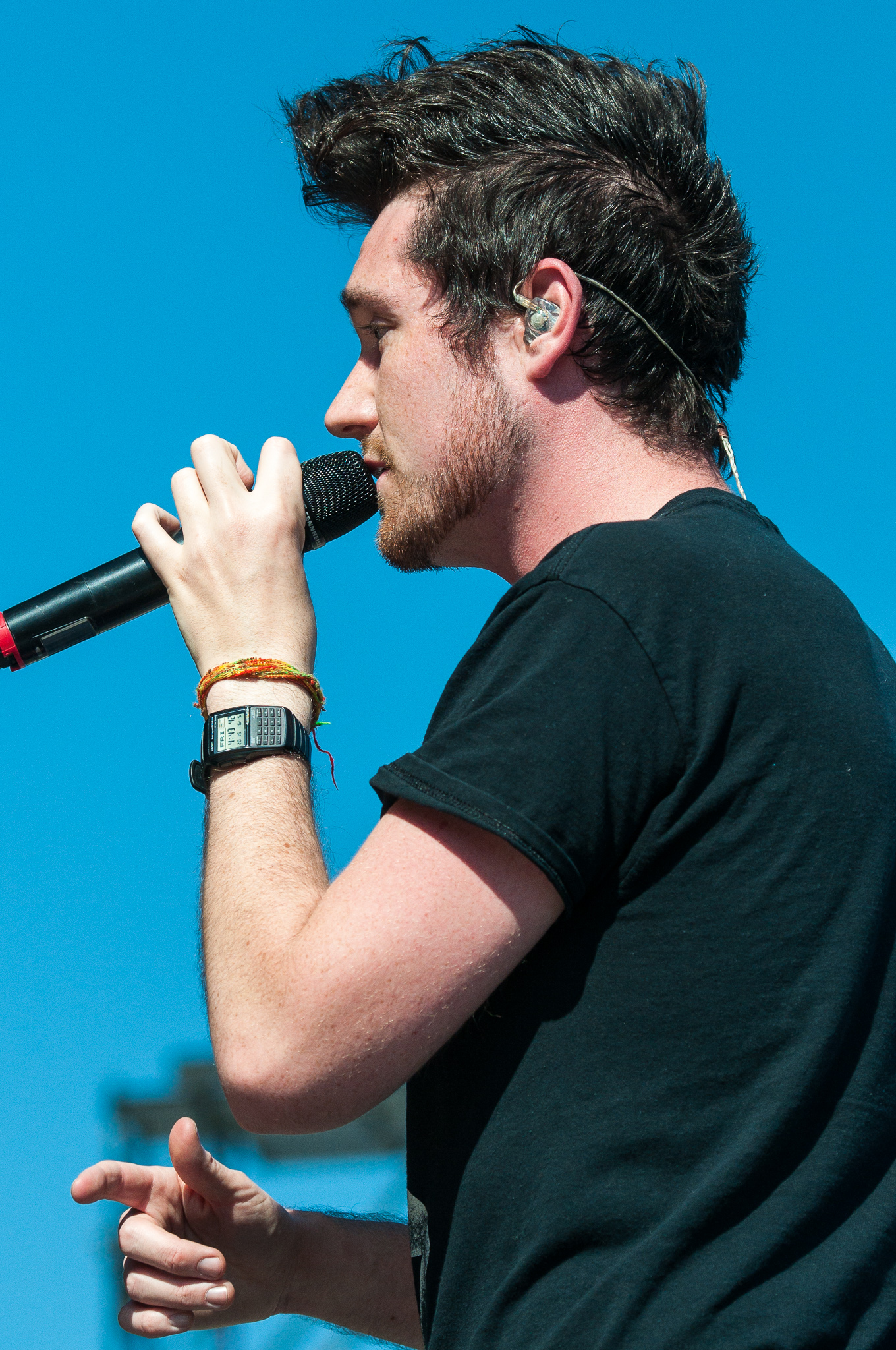
حفلات ARGO، الباستيل، دان سميث، دانييل كامبل سميث، مهرجان، حفلة موسيقية، حفلة موسيقية حية، موسيقى حية، موسيقى، RiP، Rock im Park 2015، Seat Zeppelin Stage

تلقى سميث تعليمه في جامعة ليدز الواقعة في ليدز، غرب يوركشاير، حيث حصل على درجة في اللغة الإنجليزية وآدابها ، وقد كتب أيضاً حول فيلم وموسيقى لصحيفة طالب ليدز، أراد سميث أن يكون مخرجاً أو مشرفاً.
في سن الخامسة عشر، بدأ سميث يكتب الأغاني على البيانو وجهازه الحاسوب المحمول في غرفة نومه، لكنه أبقى موسيقاه بعيدة عن أصدقائه وعائلته حتى تم إقناعه من قبل صديق للدخول في مسابقة لشباب ليدز في عام 2007، والذي أصبح في الدور النهائي. وشملت تسجيلاته في وقت مبكر «الخيمياء»، «الكلمات هي الكلمات»، «استهتار»، و «الدكتاتور». لم يحقق سميث نجاحاً قوياً في حياته المهنية منفرداً ولكن استمر بكتابة الأغاني على حد سواء وذلك مع صديقه المقرب رالف بيليمونتر من فرقة «لقتل ملك». شكل الجانبان مشروعاً جانبياً والذي وصفه بليمونتر بأنه شبيه «لرعاة البقر».
بعد الانتهاء من دراسته، عاد سميث إلى لندن، حيث واصل متابعة مهنته وحده، وشكل في نهاية المطاف فرقة الباستيل مع كريس وودز، كايل سيمونز، وويل فاركارسون.، أصدرت الباستيل ألبومين يدعى «باد بلود» و «وايلد وورلد».
في عام 2014، شارك سميث في جمعية خيرية تدعى «فرقة العون» تحت عنوان «هل يعلمون أنه عيد الميلاد؟».
في عام 2015، ظهر سميث كمغني لأغنية «لا لون»، التي أنتجها وكتبها الموسيقي الإلكتروني الفرنسي ماديون لألبومه «المغامرة» 2015. في العام نفسه، شارك سميث في كتابة وتقديم غناء على «أفضل الحب» مع فوكسس، والذي صدر في 4 سبتمبر 2015.

## التأثيرات
سميث هو من محبي المسلسل التلفزيوني توين بيكس، وأحد صنّاعه، ديفيد لينش. وقد ألهم هذا العرض إحدى أغانيه الأولى المسجلة «لورا بالمر» وأول أغنية لفيلم الباستيل «بسعادة غامرة». قال سميث إن عمله السابق تأثر ريجينا سبيكتور.

## الحياة الشخصية
ينحدر والديّ دان سميث من الأقلية البيضاء في جنوب أفريقيا، كما لديه أخت أكبر منه.

## روابط خارجية
- دان سميث على موقع IMDb (الإنجليزية)
- دان سميث على موقع ميوزك برينز (الإنجليزية)
- دان سميث على موقع ديسكوغز (الإنجليزية)